# FarStone Technology
FarStone Technology — американский разработчик программного обеспечения, специализирующийся на создании и продаже собственнического программного обеспечения по защите и восстановлении информации на компьютерах под управлением 32-битных и 64-разрядных операционных систем Microsoft Windows.

## Деятельность
Компания FarStone Technology, Inc была основана в 1993 году в Маунтин-Вью, Калифорния. На сегодняшний день является одним из лидеров в создании высококачественных программных продуктов для защиты информации и аварийного восстановления данных на компьютере для реселлеров, дистрибьюторов, поставщиков ИТ, производителей оригинального оборудования (OEM), потребителей, SOHO, малого и среднего бизнеса по всему миру.
В числе других технологических продуктов имеются решения по созданию образов дисков и резервных копий данных на жёстком диске, а также восстановлению целевой системы после сбоя из-за критической ошибки или атаки вредоносными программами.
Многие продукты компании были удостоены различными обзорами в популярных изданиях и наградами.
FarStone Technology имеет офисы на Тайване и в Китае.

## Партнёры
В число партнёров FarStone Technology входят известные во всем мире компании — Intel, AOL, ASUSTeK Computer, Canon, Trend Micro, Seagate, NEC и многие другие.

## Продукция
| - VirtualDrive - TotalRecovery - Backup Recovery Advanced Server | - Total Backup Recovery Server - Virtual Drive Network - Snapshot |